# EFREI Paris
Die EFREI Paris, ehemals École française d'électronique et d'informatique, ist eine private französische Ingenieurschule mit Sitz in Villejuif, Île-de-France, südlich von Paris. Die Studiengänge, aus den Bereichen Informatik und Management, werden mit staatlicher Unterstützung durchgeführt.
EFREI wurde 1936 als École Française de Radioélectricité gegründet.
Der zweijährige Masterstudiengang bietet 12 Hauptfächer an: Informationssysteme und Cloud Computing, Business Intelligence, Software Engineering, IS-Sicherheit, Bildgebung und virtuelle Realität, IT for Finance, Bioinformatik, Big Data, Avionik und Raumfahrt (eingebettete Systeme), Intelligente Systeme und Robotik, Neue Energien und intelligente Systeme, Vernetzung und Virtualisierung.

## Berühmte ehemalige Schüler
- Rémi Bertellin (* 1994), französischer American-Football-Spieler